# Dvenadtsat mesjatsev
Dvenadtsat mesjatsev (russisk: Двенадцать месяцев) er en sovjetisk animationsfilm fra 1956 af Ivan Ivanov-Vano og Mikhail Botov.